# Crotalaria simulans
Crotalaria simulans är en ärtväxtart som beskrevs av Milne-redh.. Crotalaria simulans ingår i släktet sunnhampor, och familjen ärtväxter. Inga underarter finns listade i Catalogue of Life.